# Abdij
Een abdij is een geheel van gebouwen dat gebruikt wordt door monniken of nonnen van een kloosterorde, onder leiding van een abt of abdis. Een van de belangrijkste gebouwen in een abdij is het klooster, dat ook los van een abdij kan bestaan en dan onder leiding van een prior of overste staat.
In de middeleeuwen kwamen vele abdijen tot bloei en waren de abdijen strak georganiseerde en gesloten leefgemeenschappen, die behalve het ommuurde gebouwencomplex (waarin de abdijkerk, kapittelzaal, klooster, een dormitorium, lavatorium en refectorium, de bibliotheek, moestuin en dergelijke) vaak ook het beheer hadden over een uitgestrekt omliggend gebied. Niet alleen op religieus, maar ook op cultureel gebied waren de abdijen van grote betekenis.

## Inleiding
Een abdijgemeenschap wordt enkel gevormd bij monniken- en nonnenkloosters van de eerste of tweede orde, met name bij de ordes van de benedictijnen, cisterciënzers, kartuizers en norbertijnen. De leden van een abdijgemeenschap worden monniken genoemd en leven volgens een kloosterregel. Om een abdij te stichten zijn er minimaal twaalf leden nodig.
Kloosters van de Augustijner koorheren worden doorgaans een kapittel genoemd. Bij de norbertijnen speekt men ook wel over een canonie; de abt heette hier vanouds een proost. Een kloostervestiging die afhankelijk is van een abdij noemt men priorij. De bedelorden kenden geen abdijen, maar conventen; de overste heet hier prior of gardiaan. Bij de geestelijke ridderorden spreekt men over een commanderij, die wordt geleid door een commandeur.

## Soorten abdijen
Naargelang de waardigheid en functie van een abdij worden deze ingedeeld naar soort. Het grootste deel van abdijen is echter ondergeschikt aan andere abdijen, volgens congregatie.
- Exempte abdij: onder leiding van een gemijterde abt.
- Koninklijke abdij: onder bescherming van een vorst, zoals de Koninklijke Abdij van Las Huelgas.
- Territoriale abdij: onder leiding van een gemijterde abt-bisschop.
- Aartsabdij: onder leiding van een aartsabt, enkel bij een benedictijnse congregatie.
- Rijksabdij: abdij die rijksonmiddellijkheid heeft.

## Architectuur
Abdijen worden gebouwd volgens een strikte architectuur:
- Het convent: de gebouwen bewoond door de monniken, in principe een slot. In het midden is er meestal een vierkante binnenplaats, met aan een zijde de kloostergang die toegang geeft tot de andere gebouwen. Tegen de kerkbeuk is meestal de noordelijke vleugel van het klooster gebouwd. Het refectorium ligt meestal aan de zuidkant met daarboven de slaapzaal, het dormitorium. De kapittelzaal is dicht bij het koor van de kerk gelegen. Van hieruit wordt de abdij bestuurd, het dagelijks werk geregeld en de abt verkozen.
- de landbouw- en/of nijverheidszone: allerlei activiteiten vinden er plaats zoals de zorg voor zieken en gewonden, het maken van kaas, een smederij, het malen van graan in wind- of watermolens en het brouwen van bier. De pachter van de abdijhoeve en ambachtslieden van allerlei slag vonden er onderdak. In vroeger tijden was het vaak een dorp op zich.
- de invloedszone: de zone waar de abdij haar invloed doet gelden. Ze is een geestelijk centrum en haar religieuzen bedienen vaak parochies in de omgeving.

Sommige oude abdijen hebben ook vertrekken voor de katholieke beschermheer van de abdij te huisvesten, dit is o.a. het geval bij de Koninklijke abdij van het Escorial, Abdij van Melk, Abdij van Göttweig. Deze vertrekken zijn ingericht met luxegoederen, en hebben vaak een aparte toegang. De bewoners van deze paleisvertrekken waren niet gebonden aan de leefwijze van de monniken. Sinds de Franse Revolutie zijn deze paleisvleugels niet meer bewoond, en vervullen ze vaak een museale functie.

### Refugie
In de middeleeuwen en tijdens oorlogsperiode waren abdijen vaak gerichte doelwitten. Elke Abdij bouwde dan ook een refugie of vluchthuis. Dit huis was een schuiloord, en kende niet de verschillende faciliteiten die de abdijen hadden.
Bekende refugieën
- Refugie van de abdij van Rozendaal
- Refugie van de Abdij van Sint-Truiden
- Refugie van Tongerlo (Mechelen)
- Refugehuis van de abdij van Herkenrode

## Abdijbestuur en functies
De abt of abdis staat aan het hoofd van een abdij. In het algemeen is hij verkozen voor het leven. De prior (Latijn voor eerste) is zijn rechterhand die hem bijstaat en vervangt de abt bij afwezigheid. De subprior vervolledigt het driemanschap.
In een abdij bestaan verder vele functies waaronder:
- de econoom of procurator houdt zich bezig met de materiële zorg van de gebouwen en inwoners van de abdij
- de cellarius of keldermeester beheert de voorraden van de abdij en heeft de leiding over de lekenbroeders
- de koster of sacristiemeester staat in voor de altaarbenodigdheden
- de cantor van het koor is verantwoordelijk voor de liturgie en de officiezangen of getijden
- de organist verzorgt het orgelspel
- de gastenmeester verschaft onderdak aan iedereen die erom vraagt
- de portier verwelkomt de bezoekers
- de infirmarius of ziekenverpleger
- de vestiarius zorgt voor de kleding
- de bibliothecaris en de archivaris

## Dagindeling
De dag begint bij sommige ordes om 4 à 5 uur 's morgens en eindigt rond 20 à 21 uur, naargelang de seizoenen. Gebed, arbeid en geestelijke lectuur wisselen elkaar af. Het getijdengebed bestaat uit het zingen van psalmen, het uitspreken van gebeden en het voorlezen van Bijbelteksten. Daarnaast brengt men tijd in persoonlijk gebed door.

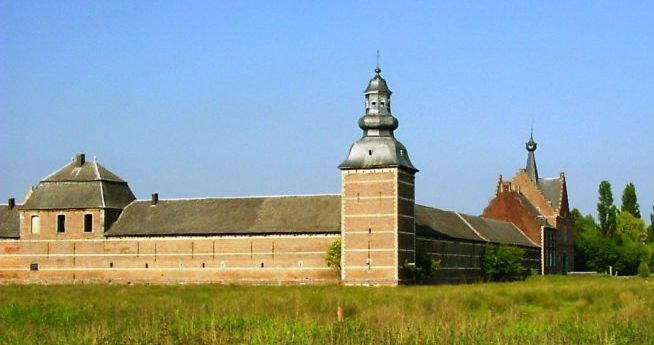
Abdij van Herkenrode

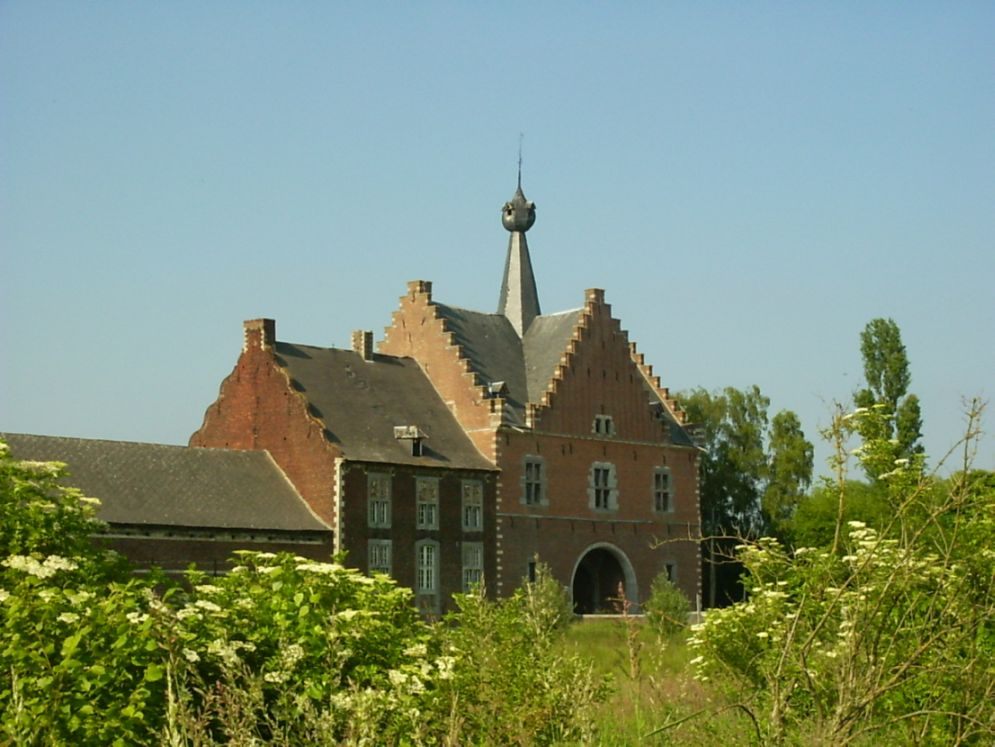
Het poortgebouw met links ervan de portierswoning

## Abdijen in de Lage Landen
De eerste abdijen in de Lage Landen deden hun intrede al vroeg in de Frankische tijd op initiatief van zendelingen en bisschoppen (zoals Sint-Willibrord, Eligius e.a.). De eerste, al dan niet in de buurt van een gehucht gevestigd, vormden de groeihaard voor kleine dorpen of zelfs latere steden, zoals Gent waar de Aquitaanse monnik Sint-Amandus in de vroege 7e eeuw als eerste katholieke nederzetting in het land der Saliërs een benedictijnenklooster stichtte, zoals Willibrord in Echternach (Luxemburg) deed.
In de praktijk waren het deze kloosters die bij het missioneringswerk een actieve rol speelden, toen het bisdom nog niet duidelijk afgebakend was.
Vaak stonden graven, en vorsten in het algemeen, graag delen van hun gebied en middelen af om er abdijen te laten oprichten en zich daarmee een plaats in de hemel te verzekeren. Zij bleven vaak toezicht uitoefenen en controleerden de benoeming van de abten. Karel de Grote streefde ernaar om de kerken met hun nederzettingen (kloosters) en hun administratieve traditie (boekhouding) als instrument van toezicht te gebruiken. Hij maakte graag gebruik van het netwerk van abdijen voor administratieve controle, omdat zij nauwgezet registers bijhielden, terwijl meestal ook de abt een opperste functie in de rechtspraak uitoefende. Boven de kleine rechtbanken (laathoven) stond het hof van een abt van een hogere vierschaar.
Ten zuiden van de taalgrens en van de scheidslijn tussen het noordelijke hofstelsel en het zuidelijke dorpsstelsel ontstonden onder impuls van de Kerk al vroeg zeer uitgebreide kloosterdomeinen, vergelijkbaar met die in het Duitse gedeelte van het rijk, zij het iets kleiner maar talrijker. De oorspronkelijke goederen van de oudste abdijen kregen van bij het begin van de Frankische monarchie de domaniale inrichting die in de grote eigendommen van Gallië gold. In het Karolingisch tijdperk werd deze enkel nog bevestigd. De maatschappelijke invloed van de kloosters, die onderling met elkaar in verbinding stonden, was vergelijkbaar met die van de steden in de komende eeuwen. Zij legden een eerste basis voor de grootschalige landelijke economie. Kleine eigenaars en vrijgekomen lijfeigenen traden in dienst van deze kloosters door ‘hunne vrijheid in eene vrijere dienstbaarheid te verwisselen' zoals dat in de charters werd vermeld. Daardoor genoten zij in tijden van misoogst ruimere bescherming en hoefden hun lastdieren dan niet te verkopen. Het kerngebied (terra indominicata) werd zoals overal in Europa bewerkt door de lijfeigenen van de meester, het andere deel bestond uit leengoederen die erfelijk waren.
In graafschap Holland speelde de clerus een geringere rol door de afwezigheid van toonaangevende abdijen.
In de 10e eeuw waren sommige graven tegelijk zelf lekenabt. Ten gevolge van de kloosterhervorming werd hen het recht op aanstellen van abten ontnomen, maar door over de benoemingen voor kerkelijke functies te beslissen verhoogden de graven hun invloed aanzienlijk en genoten zij thans ook inkomsten uit de landerijen van de kloosters. De supervisie van de religieuze ambtenaren en instellingen in het gebied, voornamelijk de kloosters, was een belangrijke machtspijler van het graafschap geworden. In Vlaanderen werden de kloosters van St. Vaast (bij Atrecht), St. Amandus (aan de Scarpe), St. Bertinus (bij St. Omer), en St. Bavo en St. Pieter (in Gent) machtscentra behorend tot de graven van Vlaanderen. Voor de hertogen van Brabant waren dat Nijvel en Gembloers en in Holland waren het Egmond en Rijnsburg.
In Lotharingen maakte het feit dat de keizer systematisch bisschoppen en abten met seculiere macht bekleedde en een leengoed toekende, deze tot pijlers van het koninklijk en keizerlijk gezag (wat in Oost-Francië uiteindelijk zelfs tot de instelling van de keizerlijke Reischskirche zou leiden). De kerken genoten immuniteit over hun bezittingen en daar konden de bisschoppen hun seculiere macht en rechten op laten gelden. Hierdoor konden binnen de kerkelijke gebieden van Lotharingen de graven en hun ondergeschikten hun functie niet ongehinderd uitoefenen.
Door de bul van 12 mei 1559 van Paulus IV ontstonden naast de oude bisdommen veertien nieuwe diocesen: Namen, Sint-Omaars, Mechelen, Antwerpen, Gent, Brugge, Ieper, 's Hertogenbos, Roermond, Haarlem, Deventer, Leeuwarden, Groningen en Middelburg. In plaats van zes bisdommen voor drie miljoen zielen, waren het er nu achttien. De koning zou, samen met de paus, de nieuwe bisschoppen benoemen en ze van zijn penningen laten leven in afwachting van toewijzing van hun inkomstenbronnen uit abdijen.
Na de beeldenstorm werden abdijen het mikpunt van gewelddadige plundering, onder meer door de Watergeuzen.

### Oudste abdijen

Het zuiden van de Lage Landen met bisschopszetels en abdijen ca.7e eeuw. De abdijen vormden de aanzet tot grotere nederzettingen of steden zoals Gent.

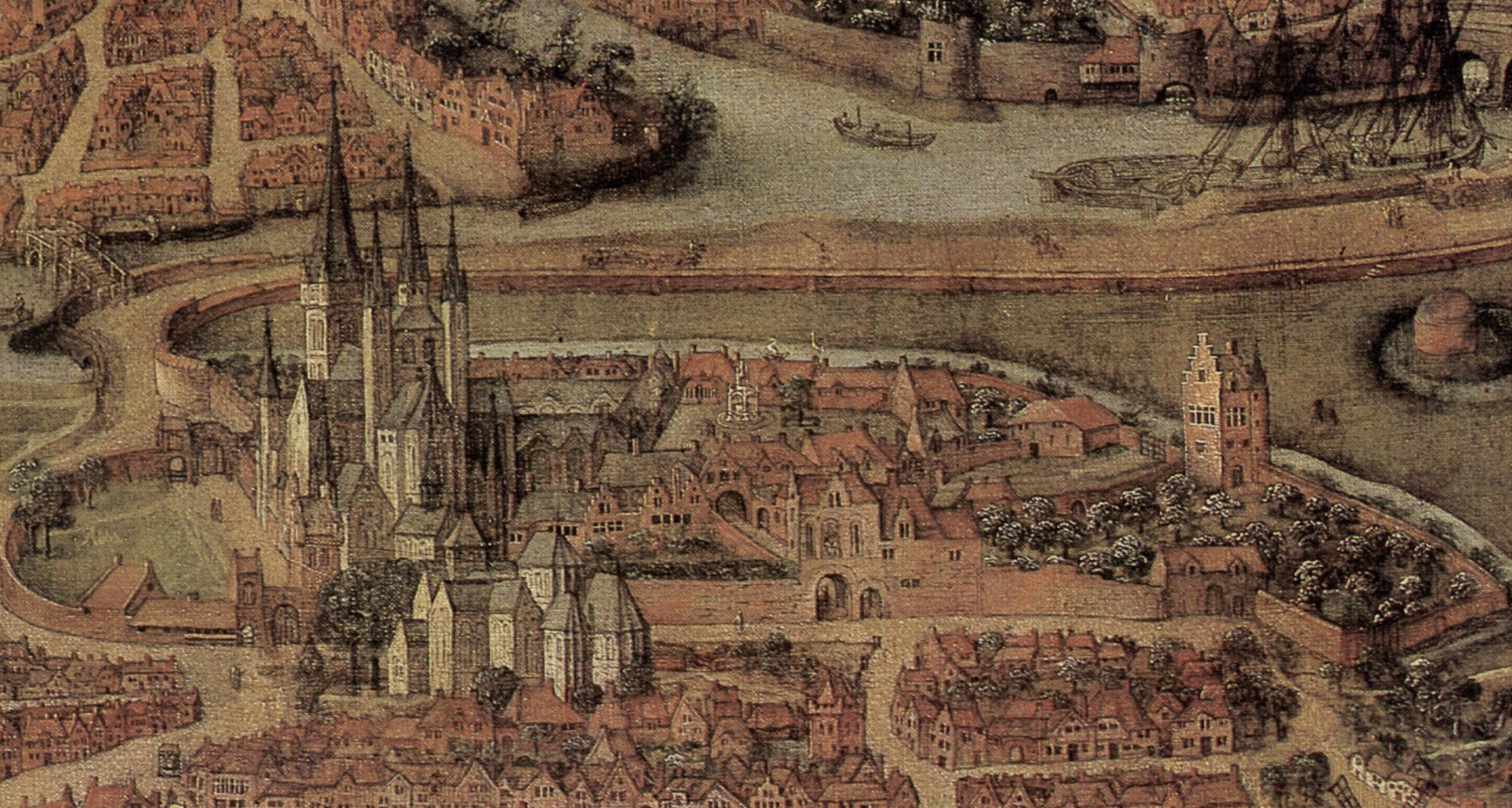
De Sint-Baafsabdij, een van de oudste van de Lage Landen, op een kaart uit 1534, niet lang voor de afbraak.

| Stichtingsjaar | Abdijnaam                   | Locatie       | Stichter             |
| -------------- | --------------------------- | ------------- | -------------------- |
| 633-39         | Abdij van Saint-Amand       | Sint-Amand    | Amandus Dagobert I   |
| 637            | Abdij van Aulne             | Gozée         | Landelinus           |
| 640            | Abdij van Nijvel            | Nijvel        | Ida van Nijvel       |
| 640 ?          | Sint-Baafsabdij             | Gent          | Amandus Dagobert I   |
|                |                             | Fosses        | Feuillen             |
|                |                             | Hautmont      |                      |
|                |                             | Maubeuge      |                      |
|                |                             | Sint-Ghislain |                      |
|                |                             | Sint-Hubert   |                      |
| 645            | Abdij van Lobbes            | Lobbes        | Landelinus           |
| 645            | Abdij van Malmedy           | Malmedy       | Remaclus             |
| 648            | Abdij van Sint-Bertinus     | Sint-Bertijns | Audomarus            |
| 648            | Abdij van Stavelot          | Stavelot      | Remaclus             |
| 650            |                             | Bergen        | Sint-Waltrudis       |
| 650 ?          |                             | Celles        | Hadelinus            |
| 654            |                             | Torhout       |                      |
| 657            | Abdij van Sint-Truiden      | Sint-Truiden  | Trudo                |
| 670            | Abdij van Munsterbilzen     | Bilzen        | Landrada             |
| 685            | Abdij van Sint-Winoksbergen | Bergues       |                      |
| 690 ?          |                             | Andenne       | Begga                |
| 698            | Abdij van Echternach        | Echternach    | Willibrordus         |
| 700            | Abdij van Aldeneik          | Aldeneik      | Adalhard en Grinuara |
| 714            | Abdij van Susteren          | Susteren      | Willibrordus         |
| 721            | Abdij van Prüm              | Prüm          | Bertrada de Oudere   |